# سیارک ۱۶۵۶۰

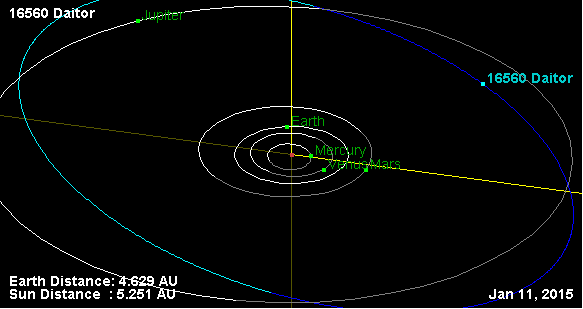
مدار سیارک ۱۶۵۶۰

سیارک ۱۶۵۶۰ (به انگلیسی: 16560 Daitor، نامگذاری:1991VZ5)۱۶۵۶۰مین سیارک کشف شده‌است که در ۰۲ نوامبر ۱۹۹۱ کشف شد.